# Ztracená brána
Ztracená brána je český trojdílný televizní film, který v premiéře vysílala Česká televize v září 2012. Jde o volné pokračování také trojdílného filmu Ďáblova lest (2009). Podle scénáře Arnošta Vašíčka opět natočil režisér Jiří Strach.
Dvojice policejních vyšetřovatelů Petr Sumara (Jiří Dvořák) a Lenka Šímová (Anna Geislerová) opět za pomoci religionisty Michala Runy (Ivan Trojan) pátrá po sériovém vrahovi v prostředí pražské lóže svobodných zednářů.

## Sledovanost
Podle průzkumů sledovanosti byl první díl Ztracené brány v neděli 9. září 2012 nejsledovanějším pořadem po 20. hodině (964 tisíc diváků starších patnácti let, podíl na sledovanosti 25,1 %). Druhý díl sledovalo 1 milion diváků starších patnácti let, tj. 21,1 %, což z něj učinilo nejsledovanější pořad v tomto čase. Závěrečný díl sledovalo 1,06 milionu diváků (podíl 24,7 %).

## Výroba
Film se natáčel na autentických lokacích v Praze. Scény z podzemí se točily např. pod Čechovým mostem, ale také ve Znojmě. Natáčecích dní bylo přes 50. Režisérem druhého štábu byl Vojtěch Moravec, natočil např. automobilovou honičku ve třetím díle.

## Obsazení
| Ivan Trojan                  | doktor Michal Runa  |
| Anna Geislerová              | Lenka Šímová        |
| Jiří Dvořák                  | komisař Petr Sumara |
| Pavel Rímský                 | Bervida             |
| Viktor Preiss                | Rohan               |
| Jana Pidrmanová              | Tereza              |
| Matěj Hádek                  | Jandák              |
| Pavel Kříž                   | Samuel Goldstein    |
| Josef Abrhám                 | Kruml               |
| Tomáš Töpfer                 | Taussig             |
| Petr Pelzer                  | Haluzka             |
| Táňa Medvecká                | botanička           |
| Zuzana Stivínová mladší      | Ormová              |
| Martin Myšička               | patolog             |
| František Němec              | opat                |
| Jiří Langmajer               | Zábranský           |
| Martin Preiss                | právník             |
| Anna Kulovaná                | barmanka            |
| Martin Stropnický            | děkan               |
| Lenka Krobotová              | bankovní úřednice   |
| Stanislav Lehký              | vrátný Akademie věd |
| Jiří Klenot                  | Goldstein           |
| Josef Hervert                | vyšetřovatel        |
| Tomáš Masopust               | specialista         |
| Radek Švec                   | policista           |
| Lukáš Janků                  | policista           |
| Jan Bednář                   | technik             |
| Josef Zýka                   | technik             |
| Michaela Klenková - Frkalová | servírka            |
| Václav Chalupa               | šámes               |
| Tomáš Hanák                  | šéf                 |
| Kryštof Mucha                | agent               |
| David Prachař                | Polehla             |
| Petr Prokop Siostrzionek     | otec Prokop         |
| Ctirad Götz                  | revizor             |
| Peter Varga                  | městský policista   |
| Jakub Zdeněk                 | student             |
| Anna Remková                 | knihovnice          |
| Jitka Randárová              | recepční            |
| Stanislav Fišer              | rybář               |
| Martin Janouš                | mnich               |
| Jiří Strach                  | mnich               |
| Jakub Železný                | sám sebe            |

## Recenze
- Matěj Svoboda, TVZone.cz
- Eva Zajíčková, Novinky.cz
- Jan Jaroš, Kultura21.cz
- Jiří Matýsek, 25fps